# Colotis phisadia
Colotis phisadia is een vlindersoort uit de familie van de Pieridae (witjes), onderfamilie Pierinae.
Colotis phisadia werd in 1819 beschreven door Godart.